# Xantholobus nigrocincta
Xantholobus nigrocincta är en insektsart som beskrevs av Van Duzee. Xantholobus nigrocincta ingår i släktet Xantholobus och familjen hornstritar. Inga underarter finns listade i Catalogue of Life.